# 석원희
석원희(1971년 7월 23일 ~ )는 대한민국의 성우이다. 1995년 KBS에 입사한 25기이며 한국방송 성우극회 소속이다.

## 주요 출연 작품

### 애니메이션
- 스페릭스 (KBS) - 로이드
- 기상천외 오드 패밀리 (KBS) - 제논
- 원피스 (KBS) - 네즈미 / 츄
- 핫휠 월드 레이스 (투니버스) - 커트

### 애니메이션 영화
- 엘도라도 (KBS)
- 치킨 런 (KBS)

### 영화
- 지옥의 묵시록: 리덕스 (KBS)
- 화성인 마틴 (KBS) - 경호원
- 택시 2 (KBS)
- K-19: 위도우메이커 (KBS) - 바실리(샘 레드포드)
- 흑협2 (KBS)
- 춤추는 대수사선 THE MOVIE (KBS) - 범인 경찰(아츠미 쿠니야스)
- 스네이크 아이 (KBS) - 요원(리차드 레미에)
- 나는 네가 지난 여름에 한 일을 알고 있다 (KBS) - 경찰(댄 앨브라이트)
- 이노센트 (KBS) - 아나운서
- 포트리스 (KBS)
- 13일의 금요일6 (KBS)
- 타임라인 (KBS)
- 하와이, 오슬로 (KBS) - 아를란드
- 컨페션 (KBS)
- 행복한 날들 (KBS)
- 패닉 룸 (KBS) - 키니(폴 슐즈)
- 나의 발리우드 신부 (KBS)
- 갱스터 초치 (KBS) - 보스턴(모투시 마가노)
- 내 이름은 튜니티 (KBS) - 메스칼의 부하(토마스 루디) / 총잡이(도미닉 바르토)
- 그날 하루 (KBS) - 발터 / 버스 운전 기사
- 헌팅 파티 (KBS) - 동료 기자(필립 디프레즈)
- 터미널 (KBS) - 택시 기사(마크 이바니어) / 공항 안내
- 안소니 짐머 (KBS) - 요원(드미트리 라타우드)
- 아이언 맨 (KBS) - 프렛(가렛 노엘)
- 모범시민 (KBS) - 형사(마이클 이어비)
- 톰과 허크 (KBS)
- 벨파고 (KBS) - 직원
- 성월동화 (KBS)
- 황비홍3 (KBS)
- 신투차세대 (KBS) - 요원 2
- 스카우트 (KBS)
- 티벳에서의 7년 (KBS) - 하인라히의 친구(제라도 이버트)
- 트위스터 (KBS) - 알렌(숀 웰른)
- 로봇인간 칩(KBS) - 웨이터(밥 스렌슨)
- 신 정무문 2 (SBS) - 경찰(원덕)
- 인생은 아름다워 (KBS) - 호텔 직원(앤드라 나르디니)
- 유니버셜 솔저 (KBS) - 군인(랄프 묄러)
- 나비 - 목소리 출연

### 외화
- 경감 메그레(KBS) - 모렐(루퍼스 라이트) / 형사
- 나치 영국 지부 SS-GB (KBS) - 버넘(루크 닐) / 독일군 기자(아른트 슈베린-손라이) / 앵커
- 닥터후 시즌 2 (KBS) - 장교(츄 옴마바라)
- 닥터후 시즌 5 (KBS) - 홀로그램(벤 페이튼)
- 닥터후 50주년 스페셜 (KBS) - 안드로가르/로드 벤덤
- 닥터후 시즌 10 (KBS) - 니콜라스(로랑 모렐) / 일리아(앤드류 바이런) / 사이버맨(니콜라스 브릭스)
- 닥터 포스터 시즌 1 (KBS) - 고든(대니얼 쎄르께이라)
- 디셉션(KBS) - 아르투로(케빈 코리건, 3화) / 오스카(리 R. 셀러스, 9화)
- 리썰 웨폰(KBS) - 브래드(애덤 코프먼) / 아쥴레이(카를로 로타)
- 커맨더 인 치프 (KBS) - 알렉스(나중)
- 토치우드 (KBS) - 킬러
- 삼국지 (KBS) - 채양
- 초한지 (KBS) - 진평(장금원)
- 언더커버 (KBS) - 지미(필립 데이비스) / 그린로(앨리스테어 페트리)

### 방송
- 청소년 부모교육 프로그램 (방송대학TV)
- 열린 TV 시청자 세상 (SBS)

### 라디오
- 소설극장 7년의 밤 (KBS 라디오)
- 라디오 여행기 아마존은 옷을 입지 않는다 (KBS 제3라디오)
- 연속낭독 시골 의사의 아름다운 동행 (KBS 제3라디오)
- 연속낭독 집으로 가는 길 (KBS 제3라디오)
- 연속낭독 아름다운 마무리 (KBS 제3라디오)
- 연속낭독 난세에 답하다: 사마천 인간 탐구 (KBS 제3라디오)
- 연속낭독 흙을 밟으며 산다 (KBS 제3라디오)

### 인터넷
- 레인보우 살인사건 (옛날방송국) - MC

### 게임
- 메크커맨더 2
- 엠페러 배틀 포 듄